# Svaneholm slot
Svaneholm (før 1658 dansk: Svaneholm slot) er et slot i det sydlige Skåne. Det firelængede renæssanceslot med en lille borggård i midten ligger omgivet af bøgeskove direkte ved Svaneholmssøen. Slottet er opført i 1530 på en holm af den danske rigsråd Mourids Jepsen Sparre. Voldgraven omkring slottet er nu tørlagt.
I 1780'erne blev Svaneholm overtaget af den svenske fritænker Rutger Macklean, der som den første i Skåne gennemførte en række landboreformer, der forbedrede bøndernes livsvilkår. Han gennemførte blandt andet landsbyernes udskiftning. I dag ejes slottet af en andelsforening.
I slottets museum findes udstillinger med interiører fra en landhandel, skånske hjem samt redskaber, tekstiler og sølv. Slottet har en restaurant. Rundt om søen findes en gammel jagtsti (Svaneholmsturen).